# ボイオーティア

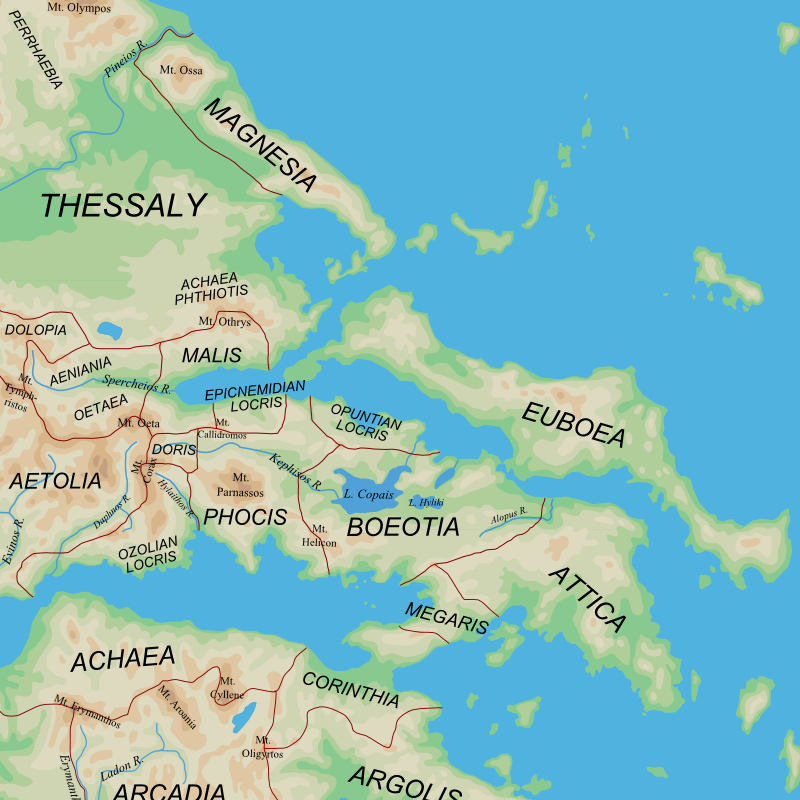
古代ギリシャの地方図

ボイオーティア（古代ギリシア語: Βοιωτία / Boeotia, Beotia, Bœotia）は、古代ギリシアの一地方で、アッティカの西北に位置した。中心都市はテーバイ。
ボイオティア、ヴィオティアなどとも表記される。ギリシャ語で「牛の国」という意味もある。

## 地理

古代ボイオーティアの地図

ボイオーティアは、南にコリンティアコス湾に面し、コリントス地峡の北の付け根にあたるメガリス (Megaris) と接する。南東にはアテナイを中心とするアッティカ地方があり、キタイロン山とそれに連なる山並みによって隔てられている。北東はエウリプス海峡 (Euripus Strait) ・エウボイア湾 (Gulf of Euboea) を挟んでエウボイア島と向かい合い、北に東ロクリス (Opuntian Locris) 地方と隣り合う。西にはポーキスがあった。ボイオーティア地方の中央には、現在では消滅している大きな湖、コパイス湖 (Lake Copais) が存在した。

## 歴史

### 神話上の創成期
ギリシア神話において、ボイオーティアは重要な役を演じている。軍事的拠点として、カドモスが建国した軍事的拠点テーバイ、進取的な商業都市として、ミニュアース人 (Minyans) の住むオルコメノスという伝説の2つの中心地を持っていた。
伝説的なミニュアース人の重要性は考古学的な遺跡（とくにミニュアースの宝物殿）によって確実なものとされている。ボイオーティア人はおそらくドーリア人の侵略以前に、北からこの土地にやってきたものと思われる。ミニュアース人を除く先住民たちはこれら移民たちに吸収され、以後、ボイオーティア人は等質的な民族として描かれる。

### 歴史上の創成期
ボイオーティアはコリントス地峡の北側に位置し、東南のアッティカ、北方のテッサリア、南方のペロポネソス半島に囲まれた形で広がっているために、政治的に大変重要な場所だった。辺境の住民たちの戦略的強さと、広大な地域の中のコミュニケーションの容易さ故に戦略的拠点として度々戦火に見舞われたボイオーティア諸国は、外的に対抗するために「ボイオーティア連合」によって連合制をとっていた。一方で、良港はなく、それで海運の発展を遅らせた。ボイオーティア人の中には、ピンダロス、ヘシオドス、エパメイノンダス、ペロピダス、プルタルコスのような偉人もいたが、ことわざでは「鈍い」と言われていた。おそらくアテナイの、近隣諸国に対する文化的優越感がそう言わせたのであろう。
現在のオロポス (Oropos) 周辺にあったと推定される都市グライア (Graea) （Γραῖα）は、ギリシアで最も古い都市であると伝えられており、地名も「古い」「古代」という意味がある。何人かの学者は、ギリシャ神話に登場するギリシャ人の祖「グライコス」 (Graecus) （Γραικός）と関係があるとしている。アリストテレスはこの町は大洪水前に建設されたと述べている。都市グライアの起源に関する同様の主張は、紀元前267年から紀元前263年に書かれた、古代の大理石の碑文「パロスの年代記」 (Parian Chronicle) にもある。この年代記は1687年に発見され、現在はオックスフォードとパロス島にある。さらにこの古代都市について、ホメロス、パウサニアス、トゥキディデスの著書にも記述がある。

### 都市国家の発展

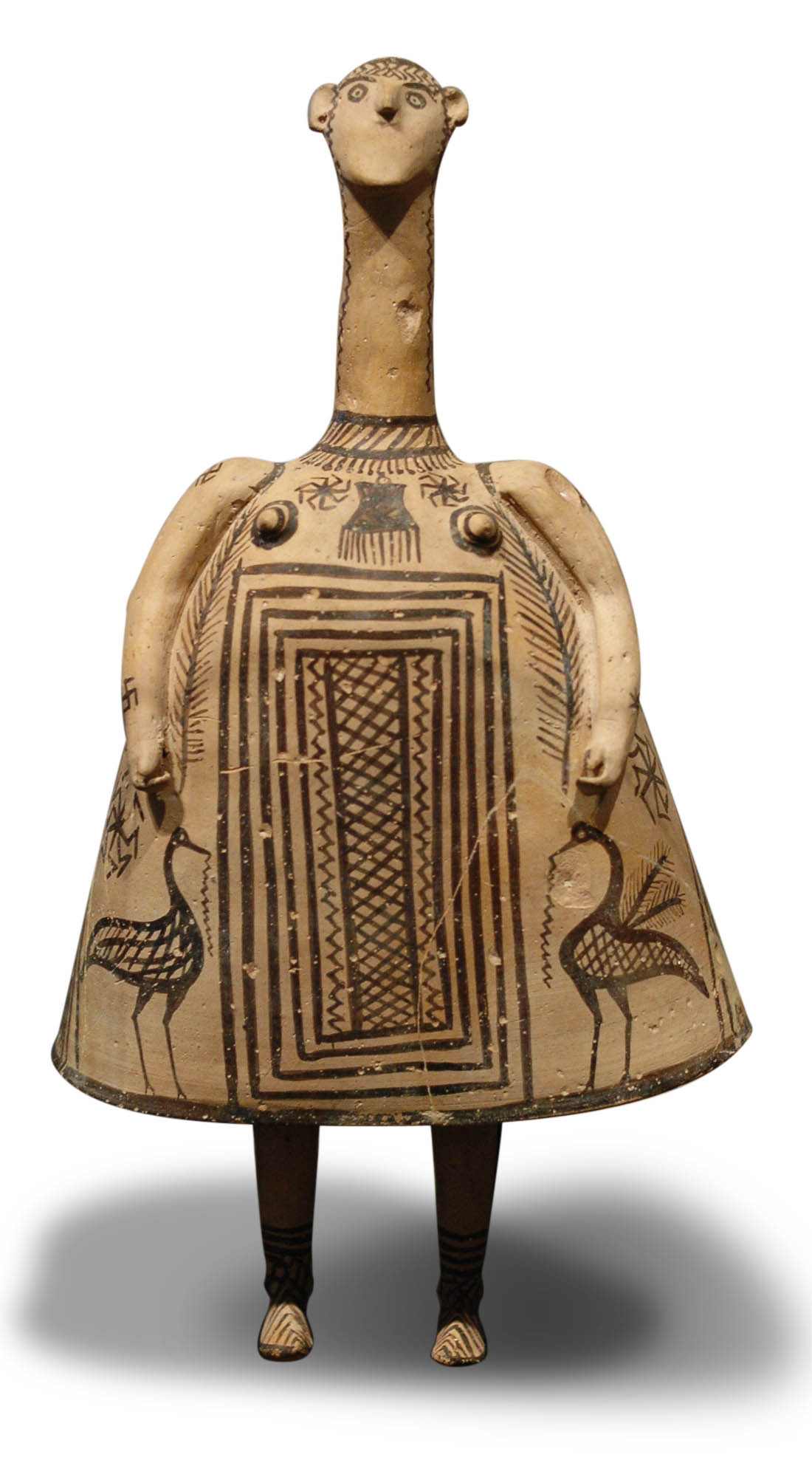
テーバイで発見された紀元前7世紀のテラコッタ

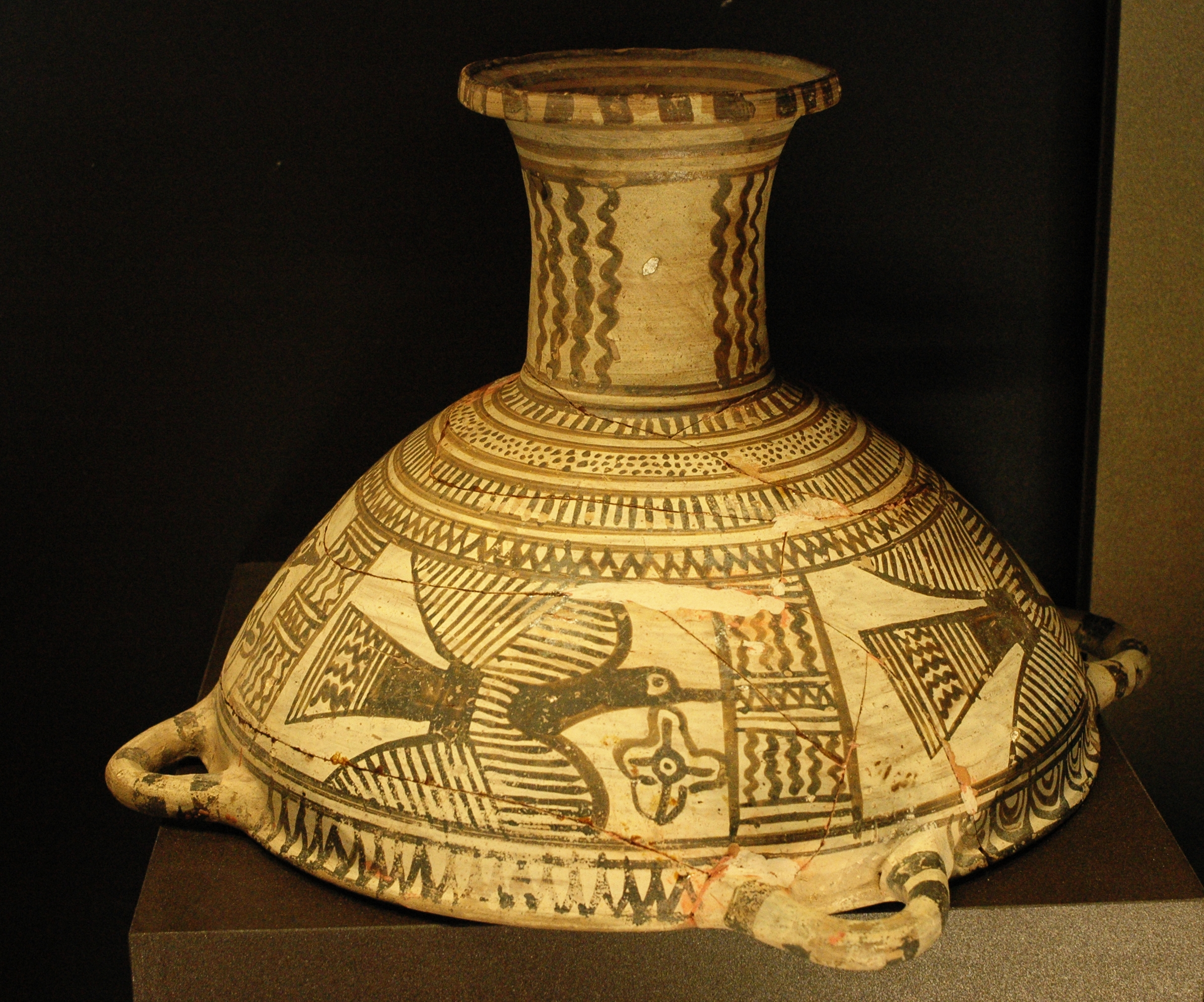
テーバイで発見された、鳥が描かれたボイオーティアのカップ（紀元前560年〜紀元前540年）

有史時代になって、この地方の中央部に位置し強大な軍事力を持つことから、テーバイがボイオーティアの中心都市となった。この他には、オルコメノス、プラタイア、テスピアイといった都市があった。テーバイは、アテナイがアッティカの国家群を併合したように、他の都市を吸収して単独国家となろうという野望を恒常的に持っていた。しかし、中心から離れた都市群がこの政策を阻むことに成功し、最初は単に宗教上の、緩い同盟を形成するにとどめた。
同様の緩い都市国家同盟を形成していたアルカディア人とは異なり、ボイオーティア人は通常、外敵に対しては一つになっていた。その間、都市間の争いは国家の発展のため厳しく抑制されていた。紀元前6世紀後半までボイオーティアはほとんど歴史に出てこない。それ以前はボイオーティア人の名は主に、アテナイのディピュロンに似た幾何学的陶器の制作者として知られていた。紀元前519年頃、テーバイの同盟政策へのプラタイアの反抗が、アテナイの代理干渉を導いた。この時と紀元前507年、アテナイ人はボイオーティア兵を破っている。
紀元前480年、クセルクセス1世によるギリシャ進攻（ペルシア戦争）に際して、テーバイはペルシアを支援した。その結果、戦後テーバイはボイオーティア同盟の盟主権を剥奪された。紀元前457年、スパルタがテーバイの盟主権を回復させたが、これはタナグラの戦い以降、アテナイの攻撃に対する防波堤にするためだった。アテナイはその報復にボイオーティアに突然侵攻し、オイノフュタの戦いの後、テーバイを除くボイオーティア全土を支配した。アテナイはボイオーティアに新たに民主主義を導入し、10年間、それは行使させた。しかし紀元前447年、ボイオーティアは反乱を起こし、その年のコロネイアの戦いで自治を回復した。

### ペロポネソス戦争からテーバイの覇権まで
ペロポネソス戦争では、ボイオーティアはアテナイと徹底的に戦った。ニキアスの平和以降スパルタとは少し疎遠になったが、ボイオーティア人は近隣諸国に対する恨みをやわらげることはけっしてなかった。ペロポネソス戦争の最後の数年は、シケリア遠征、アルギヌサイの海戦（紀元前406年）に、貢献した。しかし、ボイオーティアの最大の業績は、デリオンの戦い（紀元前424年）でのアテナイ軍に対する決定的勝利だった。この戦いでボイオーティアの重歩兵ならびに騎兵は尋常ならざる効果的な働きを見せ、紀元前423年のタナグラの戦いでは、スパルタがアテナイを打ち負かすのを支援した。しかし、その2ヶ月後、アテナイは軍勢を再編し、オイノピュタの戦いでテーバイを破り、ボイオーティアを制圧し、スパルタが作った城壁は壊された。この勝利とともに、アテナイは戦争の発端となったポーキス、ならびに東ロクリスを占領した。
この当時のボイオーティア同盟は11の独立国およびそれと関係する町から成っていて、それぞれの国が、1人のボイオタルケス（en: Boeotarch, 軍および外交大臣）を選出し、テーバイの同盟議会に60人の代議員を送り、同盟軍に1,000人の歩兵と100頭の馬を提供した。中央政府の一部の不当な侵犯に対する自衛は、個々の都市の議会において定められていた。それに限らず、地方議会では、あらゆる重要な政策問題が上申のうえ承認されることになっていた。そのメンバーは資産階級のみで4つの部門に分かれていた。これは、すべての新議案を交替で投票するアテナイ議会のプリュタネイス (Prytaneis) に似ていた。
ボイオーティアはコリントス同盟の一員としてスパルタとのコリントス戦争、とくにハリアルトスの戦い（紀元前395年）ならびにコロネイアの戦い (紀元前394年)で重要な役割を果たした。この政策の変化は他国の干渉に対する民族的敵意が主にあったように思われる。テーバイに対する不満はまだくすぶっていて、スパルタがアンタルギダスの平和（紀元前387年）で全都市の完全独立を要求したことで、その不満はさらに増大した。しかし、紀元前379年にはペロピダスとエパメイノンダスがテーバイの支配権を取り戻してから、その支配は二度と覆されることはなかった。
ボイオーティア人たちは、テーバイのエパメイノンダスが指揮した対スパルタ戦争のすべての戦いに参加した。最も知られているのは、レウクトラの戦い（紀元前371年）である。スパルタを破ったテーバイは、エパメイノンダスのもとで約10年にわたりギリシャの覇権を握る。
同盟の法はこの地方のいたるところに民主政治に従ってもたらされた。主権は（7人から12人の）ボイオタルケスたち (Boeotarch) から構成され、すべての法を批准する、人民会議に与えられた。
ボイオーティアの諸都市は、ポーキスとの第三次神聖戦争（紀元前356年 - 紀元前346年）でも活躍を見せるが、テーバイを支援するマケドニア王ピリッポス2世との関係から、テーバイに従っただけだった。カイロネイアの戦い（紀元前338年）でボイオーティア重歩兵は再度めざましい活躍を見せたが、それがボイオーティアの最後の華々しい見せ場となった。

### 没落
紀元前335年のアレクサンドロス3世によるテーバイ破壊は、ボイオーティアの政治的エネルギーを奪い去った。テーバイは紀元前317年にディアドコイの一人カッサンドロスにより再建されたが、それ以降、二度と政治的独立を求めることなく、庇護国に従うだけの存在となった。軍事教練と組織は残ってはいたものの、ボイオーティア人は国境を守ることさえもできなくなり、「戦神アレスの踊る土地」どころではない土地になってしまった。紀元前245年から短期間アイトリア同盟に加盟した時期を除くと、マケドニア王国に忠誠を誓い、ローマ帝国と戦う王たちを支持した。
マケドニアがローマに敗れると、ボイオーティアの運命はローマに握られることとなった。いったんはアウグストゥスの統治下での復活を許されたが、ローマはその同盟を解消させ、ボイオーティアを他の中部ギリシア諸国と一緒にアカエア属州に編入してしまった。そして、第一次ミトリダテス戦争時の荒廃後は、ローマ皇帝たちの手によってアカエア属州は復興を果たすが、ボイオーティアの再興にまでは至らなかったのである。

## 人物

### 出身の人物
神話
- ナルキッソス - 神話の登場人物。
- バキス（en:Bakis） - 神話の登場人物。

歴史上の人物
- エパメイノンダス - 軍人、政治家。
- ゴルギダス（en:Gorgidas） - 神聖隊の指導者。
- ヘシオドス - 叙事詩人。
- ペロピダス - 政治家。
- ピンダロス - 詩人。
- プルタルコス - 『対比列伝』を著した著述家。カイロネイア出身。

### ゆかりの人物
- ルカ - 出身者ではないが、この土地で死んだと伝説では言われている。